# 김용준 (법조인)
김용준(金容俊, 1938년 12월 2일~)은 대한민국의 법조인이다. 본관은 광산(光山)이다. 차남은 2013년 6월부터 2015년 12월까지 극동대학교 총장을 역임한 김범중 교수다.

## 생애
광산김씨 -양간공파 > 전리판서공파 > 전서공파 > 둔암공파 > 병사공파 조선총포화약주식회사(한화그룹 전신) 대표를 지낸 김봉수의 장남으로 태어났다. 한국전쟁 시절 아버지가 납북되는 바람에 편모슬하에서 자랐지만 경제적인 어려움은 없었다. 3살 때, 소아마비를 앓아 지체장애 2급 판정을 받았으며 그 이유로 원하던 고등학교인 경기고교에 진학하지 못하기도 했다. 서울고등학교에서 수학했으며 검정고시를 통해 서울대학교 법대에 입학했다. 1957년 제9회 고등고시 사법과에서 합격함으로써 최연소 수석합격자가 되었으며, 1960년에는 최연소 판사가 되었다. 대구지방법원 판사로 법조계 활동을 시작하여 1980년대 후반에는 부산 형제복지원 사건을 담당 하기도 했고, 1994년 대법관을 물러난 후 2000년까지 헌재소장을 역임했다.
1994년 4월 "생수 시판을 금지하는 보사부 고시는 헌법에 보장된 국민의 행복추구권 등에 위반되는 것이므로 무효", "의사의 의술 과실은 당시의 의료수준에 따라 판단해야 한다", 1991년 8월에  10대 가정파괴범 2명에 대해 이례적으로 사형을 확정했다.
헌재소장에서 퇴임한 뒤에는 법무법인 율촌 상임고문, 헌법재판소 자문위원장, 대검찰청 공안자문위원장 등 활발한 사회활동을 했다. 장애 학생들을 대상으로 특강을 하고 사회복지공동모금회장을 지낸 공로를 인정받아 한국법률문화상도 수상했다.
그간 정치권과는 거리를 두어왔으나 2012년 제18대 대통령 선거에서 박근혜 새누리당 대통령 후보 중앙선거대책위원회 공동위원장을 맡았으며 2013년에는 제18대 대통령직인수위원회 위원장을 역임했다. 박근혜 정부의 초대 총리로 지명되었으나 각종 의혹이 제기되어 5일만에 자진 사퇴하였다.

## 가족
고려대학교 법학과를 졸업하고 중국 정법국정법대학교 대학원 경제법 박사를 취득한 이후 극동대학교에서 교수로 재직하다 2013년 6월부터 2015년 12월 극동대학교 총장으로 연임했던 김범중은 서울서부지법 형사7단독 유창훈 부장판사로부터 특정범죄 가중처벌 등에 관한 법률 위반(위험운전치상), 도로교통법위반(음주운전) 혐의로 벌금 900만원을 선고받았다. 혈중알코올농도가 면허 취소 수준인 0.123% 상태에서 운전하다 추돌사고로 차량 2대에 타고 있던 5명이 전치 2~3주 상해를 입혔던 김범중은 2006년에도 서울중앙지법에서 음주운전 혐의로 벌금 150만원의 약식명령을 받았다.

## 경력
- 1957년 : 제9회 고등고시 사법과 합격
- 1960년 : 대구지방법원 판사
- 1961년 : 서울지방법원 판사
- 1966년 : 서울고등법원 판사
- 1969년 : 대법원 재판연구관
- 1970년 : 서울고등법원 판사
- 1973년 : 사법연수원 교수
- 1973년 : 서울민사지방법원 부장판사
- 1975년 : 서울민사지방법원 부장판사
- 1977년 : 서울남부지방법원 부장판사
- 1979년 : 서울가정법원 부장판사
- 1980년 : 광주고등법원 부장판사
- 1981년 : 서울고등법원 부장판사
- 1984년 : 서울가정법원장
- 1988년 : 대법원 대법관
- 1994년 : 제2대 헌법재판소장
- 1997년 : 한양대학교 법학과 초빙교수
- 2000년 : 법무법인 율촌 고문변호사
- 2004년 4월 : 제4대 사회복지공동모금회 회장
- 2009년 : 국민원로회의 사회통합분야 위원
- 2011년 : 법무법인 넥서스 고문변호사
- 2012년 : 새누리당 중앙선거위원회 공동선거대책위원장
- 2013년 : 제18대 대통령직인수위원회 위원장
- 한반도선진화재단 고문

## 형제복지원 사건 판결

### 자녀 병역기피 의혹
준비단은 김용준의 두 아들이 체중미달, 통풍 등의 이유로 병역을 면제받았다고 했다. 서영교 의원은 "김용준의 장남의 키가 170cm 안팎이라며, 면제를 받기 위해서는 45㎏ ~ 47㎏은 돼야 된다"고 했다. 그러나 170cm인 장남에게 체중이 45㎏ ~ 47㎏이 될 순 없다고 반박했다. 또한 민주당 관계자도 "통풍은 아무리 빨라도 40대 쯤에 오는 질환인데 20대였던 차남에게 올 리는 거의 없다"고 반박했다.

### 내부정보 통한 부동산 매입 의혹
2013년 1월 28일 서울신문은 김용준 국무총리 후보자가 두 아들의 공동 명의로 편법 증여한 의혹을 받고 있는 가운데 서울특별시 서초구 서초동 땅이 대법원과 검찰청 등의 법조 기관이 들어선다는 정보를 미리 파악한 뒤 땅을 매입해 시세 차익을 노린 것이 아니냐는 의혹에 대해 보도하였다.
김 후보자의 두 아들 소유인 부동산의 등기부등본 확인 결과 서초동 부동산 매매 계약은 김 후보자가 서울민사지법 부장판사로 재직 중이었던 1975년 8월 1일에 이뤄졌고 매매 계약일 3일 후에 8월 4일자 서울신문이 “서울특별시가 대법원, 검찰청 등 11개 사법 기관을 비롯한 주요 기관을 서초동으로 이전하는 ‘서울시 인구 집중 억제 시안’을 마련해 경제차관회의에 보고했다”는 내용을 보도했다는 것이다. 실제 주요 법조 기관들이 서초동으로의 이전을 확정, 추진한다는 사실이 공식 확정된 것은 2년 뒤인 1977년 2월이었다.
이에 대해 국무총리실은 “1975년 당시 서초동 부지의 매입 가격은 200만원”이라고 밝혔다. 문제의 부동산은 1993년 대법관이었던 김 후보자가 고위공직자 신분으로 재산 공개를 할 당시 19억 8700만원(공시지가)이었고 2013년 현재 시점에서 공시지가로 44억원이며 부동산 업계에서는 실제 거래 추정액을 60억원 안팎으로 보고 있다.

## 수상 내역
- 2011년 : 제42회 한국법률문화상

## 학력
- 서울중학교 졸업
- 서울고등학교 중퇴
- 고등학교 졸업학력 및 대학교 입학 검정고시 합격
- 서울대학교 법과대학 법학부 학사
- 서울대학교 대학원 법학과 법학석사

### 명예 박사 학위
- 대구대학교 명예 법학박사
- 제주대학교 명예 법학박사
- 명지대학교 명예 철학박사

## 평가
'원로 법조인'으로 평가받고 있으며, 박근혜 대통령 당선자가 그동안 강조해 왔던 '법과 원칙'을 중심가치로 구현할 적임자로 평가받기도 한다. 소아마비를 앓아 지체장애 2급 판정까지 받았음에도 불구하고 이를 극복하고 헌재소장에 오르는 등, 높이 평가받기도 했다. 또한 그는 중도보수적 인물로 평가받기도 한다.